# Simão Dias dos Reis
Simão Dias dos Reis, foi um nobre brasileiro, agraciado barão por decreto de 10 de novembro de 1883.